# Morpho margareta
Morpho margareta är en fjärilsart som beskrevs av Weber 1944. Morpho margareta ingår i släktet Morpho och familjen praktfjärilar. Inga underarter finns listade i Catalogue of Life.